# Río Maruzo
El río Maruzo es un río del noroeste de la península ibérica que discurre por la provincia de La Coruña, en Galicia, España.

## Curso
Pertenece a la cuenca del río Tambre y atraviesa parte del sureste de la comarca de Órdenes. Nace en la parroquia de Cumbraos (Mesía) y finaliza en el Tambre a la altura del Cachopal (Oroso), tras pasar por las parroquias de Cumbraos, Lanzá, Vitre, Moar, Gafoy, Ayazo, Calvente y Ángeles. Su principal afluente es el río Gaiteiro.
Es el tercer río en importancia de la comarca de Órdenes y actúa como frontera natural entre numerosas parroquias y, casi al final de su tramo, entre Oroso y Frades.